# Oleh Tjahnybok

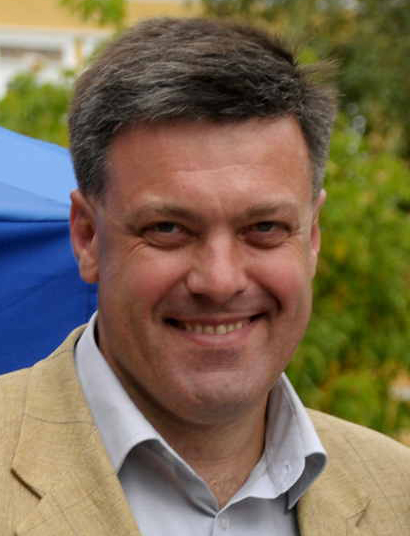
Oleh Tjahnybok (2012)

Oleh Jaroslawowytsch Tjahnybok (* 7. November 1968 in Lwiw, Ukrainische SSR) ist ein nationalistischer ukrainischer Politiker. Er ist seit 2004 Vorsitzender der rechtspopulistischen und radikal nationalistischen Partei Allukrainische Vereinigung „Swoboda“.

## Leben

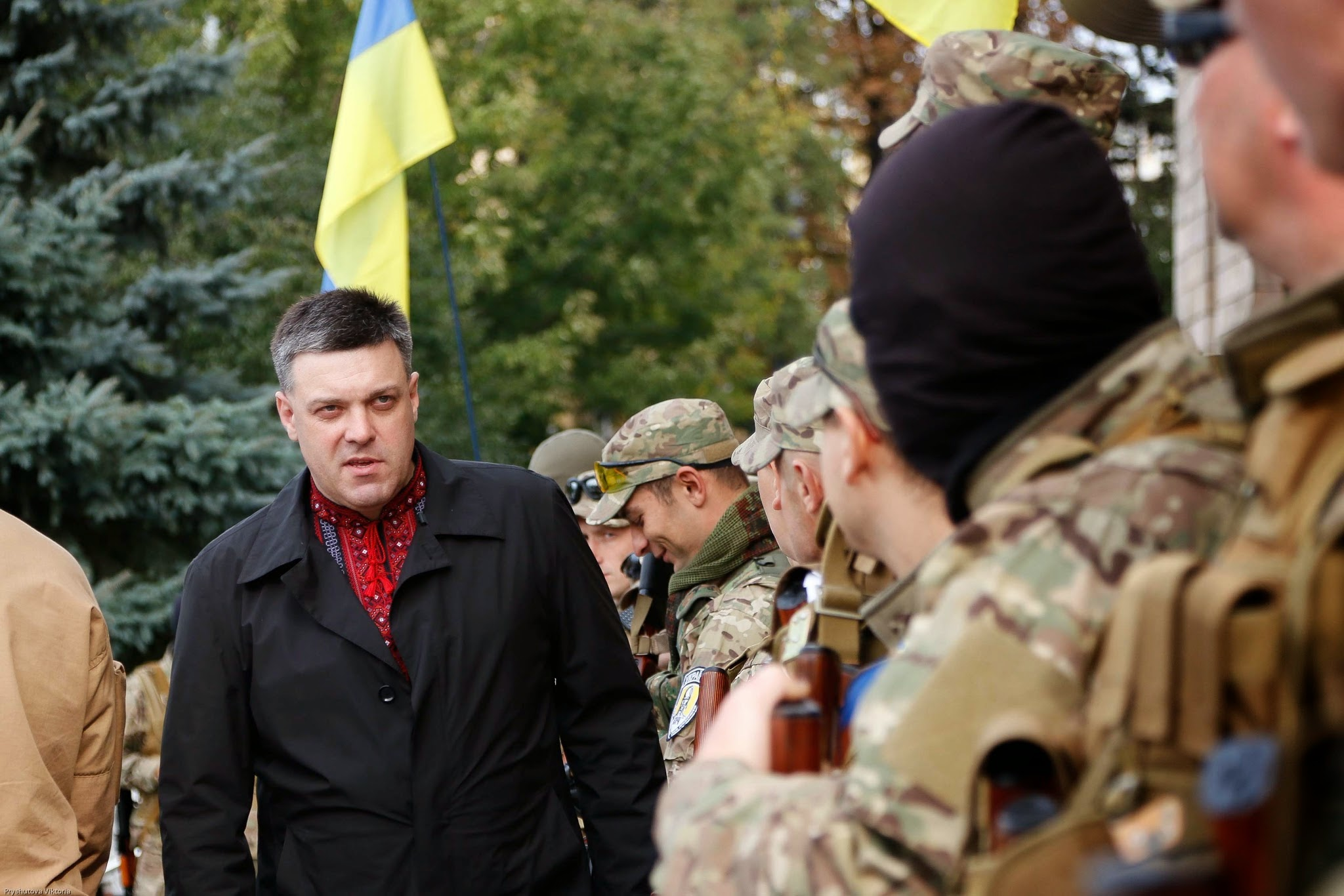
Oleh Tjahnybok während einer militärischen Veranstaltung des Bataillon „Sitsch“, welches von der Swoboda gegründet wurde. (30. September 2014)

Oleh Tjahnybok wurde in eine Lemberger Arztfamilie geboren. Nach der Schule leistete er von 1987 bis 1989 seinen Wehrdienst in der Sowjetarmee ab, studierte anschließend an der Staatlichen Medizinischen Danylo-Halyzkyj-Universität Lwiw und schloss das Studium 1993 ab. Anschließend begann er ein Studium der Rechtswissenschaften an der Nationalen Iwan-Franko-Universität Lemberg, das er 1999 abschloss. Von 1991 bis 1994 war Oleh Tjahnybok zudem Vorsitzender der Lemberger Studentenbruderschaft.
Schon 1991 trat er der neugegründeten Sozial-Nationalen Partei der Ukraine (SNPU) bei, aus der sich später die Allukrainische Vereinigung „Swoboda“ entwickelte. 1995 bis 1998 war er Vorsitzender des SPNU-Verbandes der Oblast Lwiw. 1998 bis 2003 war er Vorsitzender des Kiewer SPNU-Verbandes. Im Jahr 2004 wurde die SPNU zur Allukrainischen Vereinigung „Swoboda“ umbenannt, deren Vorsitzender er wurde.
Nach Angaben der russischen Behörden soll Tjahnybok in den Jahren 1994 und 1995 im Ersten Tschetschenienkrieg an der Seite der tschetschenischen Freischärler gekämpft haben.
Von 1994 bis 1998 war Tjahnybok Abgeordneter im Regionalparlament der Oblast Lwiw. Von 1998 bis 2006 war er erstmals Abgeordneter der Werchowna Rada.
Im Jahr 2006 kehrte er ins Regionalparlament der Oblast Lwiw zurück und gehört dort der „Swoboda“-Fraktion an. 2008 kandidierte Oleh Tjahnybok bei der Bürgermeisterneuwahl in Kiew, unterlag jedoch deutlich gegen den Amtsinhaber Leonid Tschernowezkyj. Im Januar 2010 kandidierte Tjahnybok bei der Präsidentschaftswahl in der Ukraine. Hier bekam er jedoch nur 352.282 Stimmen, was einem Stimmenanteil von 1,43 % entspricht. Sein bestes Ergebnis erzielte er mit 5,35 % in der Oblast Lwiw.
Bei den Parlamentswahlen 2012 konnte Tjahnybok wieder in die Werchowna Rada einziehen und wurde zum Fraktionsvorsitzenden gewählt.
Der deutsche Botschafter in der Ukraine Christof Weil traf Tjahnybok, in dessen Eigenschaft als Fraktionsvorsitzender von Swoboda in der Werchowna Rada, am 29. April 2013 zu einem Gespräch. Dabei sei unter anderem festgehalten worden, dass „antisemitische Äußerungen aus deutscher Sicht inakzeptabel seien“.
Seit Beginn der Proteste in der Ukraine 2013 bildete Tjahnybok gemeinsam mit Vitali Klitschko (UDAR) und der Allukrainischen Vereinigung „Vaterland“ der ehemaligen Ministerpräsidentin Julija Tymoschenko ein oppositionelles Dreierbündnis, dessen Ziel die Absetzung des ukrainischen Präsidenten Wiktor Janukowytsch war. Tjahnybok äußerte diesbezüglich, dass die Opposition eine Zeltstadt auf dem Majdan (Unabhängigkeitsplatz) errichten und einen landesweiten Streik starten werde, mit dem das Bündnis Neuwahlen erzwingen möchte. Am 15. Dezember 2013 traf Tjahnybok mit dem US-Politiker John McCain zusammen, der die Forderungen der Demonstranten unterstützt.

## Politische Positionen
In seinem Parteiprogramm zu den Präsidentschaftswahlen der Ukraine im Jahr 2010 forderte Tjahnybok u. a. folgendes:
- Das Verbot der kommunistischen Ideologie, da diese menschenverachtend sei und dem ukrainischen Volk „nicht wiedergutmachbaren“ Schaden zugefügt habe.
- Die Verabschiedung eines neuen Staatsbürgerschaftsgesetzes, wonach die ukrainische Staatsbürgerschaft nur noch denjenigen erteilt werden soll, die in der Ukraine geboren oder ethnische Ukrainer sind. Eine Erteilung der Staatsbürgerschaft soll aber ausnahmsweise möglich sein, wenn die Person mindestens zehn Jahre in der Ukraine lebt, die ukrainische Sprache beherrscht und die Geschichte der Ukraine kennt.
- Wiedereinführung der Angabe „Nationalität“ in den ukrainischen Pässen sowie eine gesetzliche Regelung von „Titularnation“, die das Verhältnis zwischen der ukrainischen „Mehrheitsbevölkerung“ und den „nationalen Minderheiten“ regelt.
- Einführung einer gesetzlichen Quote für ethnische Ukrainer und Nicht-Ukrainer in allen Ebenen des staatlichen und wirtschaftlichen Lebens (Regierung, Unternehmen, Bildung usw.)
- Etablierung strenger Einwanderungsgesetze.
- Verabschiedung eines Gesetzes „zum Schutze der ukrainischen Sprache“.
- Einführung eines verbindlichen Ukrainisch-Sprachtests für alle Staatsbeamten.
- Rückkehrförderung für ethnische Ukrainer aus dem Ausland.
- Schutz der „nationalen informativen Sphäre der Ukraine“ (verschärfte staatliche Kontrolle von Funk und Fernsehen)
- Offizielle Anerkennung der „Besetzung der Ukraine durch das bolschewistische Russland in den Jahren 1918 bis 1991“.
- „Öffentlicher Gerichtsprozess gegen den Kommunismus“.
- „Liquidierung“ der „imperialistisch-bolschewistischen“ Symbolik.
- Anerkennung des Holodomor als russischen Genozids am ukrainischen Volk.
- Etablierung der Ukraine als Atommacht.
- Abschaffung der Autonomen Republik Krim und Eingliederung der Krim in die Reihe der ukrainischen Oblaste. Gleichzeitig ein staatliches Programm „zur Integration des Krim in die ukrainische Gesellschaft“.
- Abschluss eines Vertrages mit Großbritannien und den USA, damit diese militärische Hilfe leisten, falls die Ukraine einer „bewaffneten Aggression zum Opfer fällt“.

Laut eines Strategiepapiers der Friedrich-Ebert-Stiftung vertritt Tjahnybok einen Ethnonationalismus („nation is a union of blood and spirit“) und sieht sich als Wegbereiter einer dritten nationalen Revolution.

## Kontroversen
2004 fiel Tjahnybok durch volksverhetzende, antisemitische Äußerungen auf; er behauptete in einer Rede, die Ukraine werde von einer „jüdisch-russischen Mafia“ regiert, und rief mit folgenden Worten zum Freiheitskampf nach dem Vorbild der OUN-Kämpfer um Stepan Bandera auf:

„Ihr seid ukrainische Nationalisten, ukrainische Patrioten! Ihr müsst die Helden werden, die heute die Erde unter unseren Füßen verteidigen! Sie hängten sich Gewehre um den Hals und gingen in die Wälder. Sie kämpften gegen Russen, gegen die Deutschen, gegen Judenschweine und sonstiges Gesindel, welches uns den ukrainischen Staat wegnehmen wollte! Man muss endlich die Ukraine den Ukrainern geben!“

Daraufhin wurde zwar ein Strafverfahren gegen ihn wegen Volksverhetzung abgewiesen, er wurde aber aufgrund seiner Äußerungen 2004 aus der Parlamentsfraktion des Blok Nascha Ukrajina ausgeschlossen.  Das Simon Wiesenthal Center setzte Tjahnyboks Aussagen 2012 auf Platz 5 seiner „Liste judenfeindlicher Verunglimpfungen“.
Tjahnybok bestreitet allerdings, dass es Antisemitismus innerhalb seiner Partei gebe. Ebenfalls erklärte er 2012, dass er nichts gegen Juden habe und selbst jüdische Freunde habe. Stattdessen meinte er damit eine „Gruppe jüdischer Oligarchen, welche die Ukraine kontrollieren“.
Oleh Tjahnybok ist verheiratet und hat drei Kinder. Er gehört der Ukrainischen Griechisch-Katholischen Kirche an.